# Кураев, Михаил Николаевич
Михаи́л Никола́евич Кура́ев (род. 18 июня 1939, Ленинград) — русский писатель, сценарист, лауреат Государственной премии России (1997).

## Биография
Во время блокады Ленинграда был эвакуирован в Череповец.
В 1961 году окончил театроведческий факультет Ленинградского театрального института (дипломная работа «Произведения А. П. Чехова на экране»). В 1961—1988 работал в сценарном отделе «Ленфильма». Известность ему принесла повесть «Капитан Дикштейн» (1977—1987).
Лауреат литературной премии «Ясная Поляна» за 2010 год в номинации «Современная классика».

## Автор киносценариев
- 1970 — «Хозяин» (в соавт. с В. Аксёновым)
- 1969 — «Пятая четверть»
- 1977 — «Строгая мужская жизнь»
- 1979 — «Крик гагары»
- 1984 — «Прогулка, достойная мужчин»
- 1988 — «Ожог»
- 1991 — «Сократ»
- 2009 — «Петя по дороге в Царствие Небесное»
- 2011 — «Раскол»
- 2014 — «Красное колесо»[3]

## Награды
- Орден «За заслуги в культуре и искусстве» (24 мая 2023 года) — за вклад в развитие отечественной культуры и искусства, многолетнюю плодотворную деятельность[4].
- Орден Дружбы (15 мая 2010 года) — за заслуги в области культуры, печати, телерадиовещания и многолетнюю плодотворную работу[5].
- Государственная премия Российской Федерации в области литературы и искусства 1997 года (6 июня 1998 года) — за трилогию «Семейная хроника» (повести «Капитан Дикштейн», «Жребий № 241», «Блок-ада»)[6].
- Царскосельская художественная премия (2024)[7].
- Серебряная медаль имени А. П. Довженко (1978) за работу над фильмом «Строгая мужская жизнь».